# François Marius Granet
Pour les articles homonymes, voir Granet.

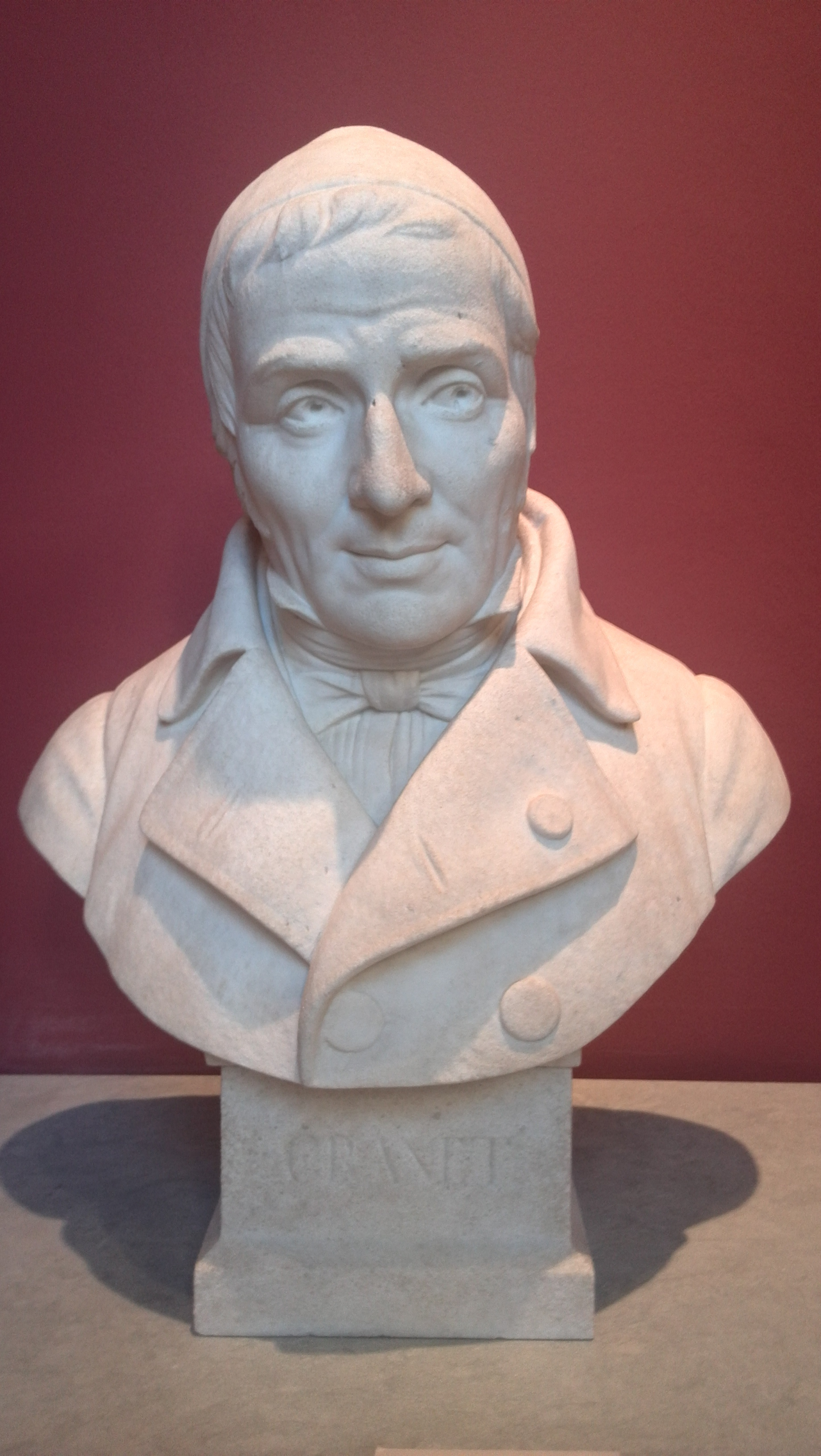
François Marius Granet, par François Truphème (1877) Musée Granet, Aix

François Marius Granet, né le 17 décembre 1775 à Aix-en-Provence où il est mort le 21 novembre 1849, est un peintre et dessinateur néoclassique français.
Conservateur au musée du Louvre et au château de Versailles, il est officier de la Légion d'honneur et chevalier de l'Ordre de Saint-Michel. Il était par ailleurs membre de l'Académie des beaux-arts.

## Biographie

### Enfance et formation (1775-1802)
Fils d’un maître maçon de condition modeste, François Marius Granet apprend le dessin en recopiant les gravures de la collection de son père. Il suit des cours de dessin à l’Académie d’Aix-en-Provence dans l'atelier du peintre aixois Jean-Antoine Constantin qui en est le directeur entre 1786 et 1790. Il y fait la connaissance de Louis Nicolas Philippe Auguste de Forbin, avec qui il se lie d'une amitié profonde qui, selon le docteur Silbert, membre de la commission du musée et de l'école de dessin d'Aix, « a rendu leurs noms inséparables dans l'histoire de l'art ». En 1790, un an après la Révolution, l'école de dessin est contrainte de fermer ses portes. Granet se trouve désœuvré et décide de suivre la Société populaire d'Aix qui se lève pour combattre devant Toulon.

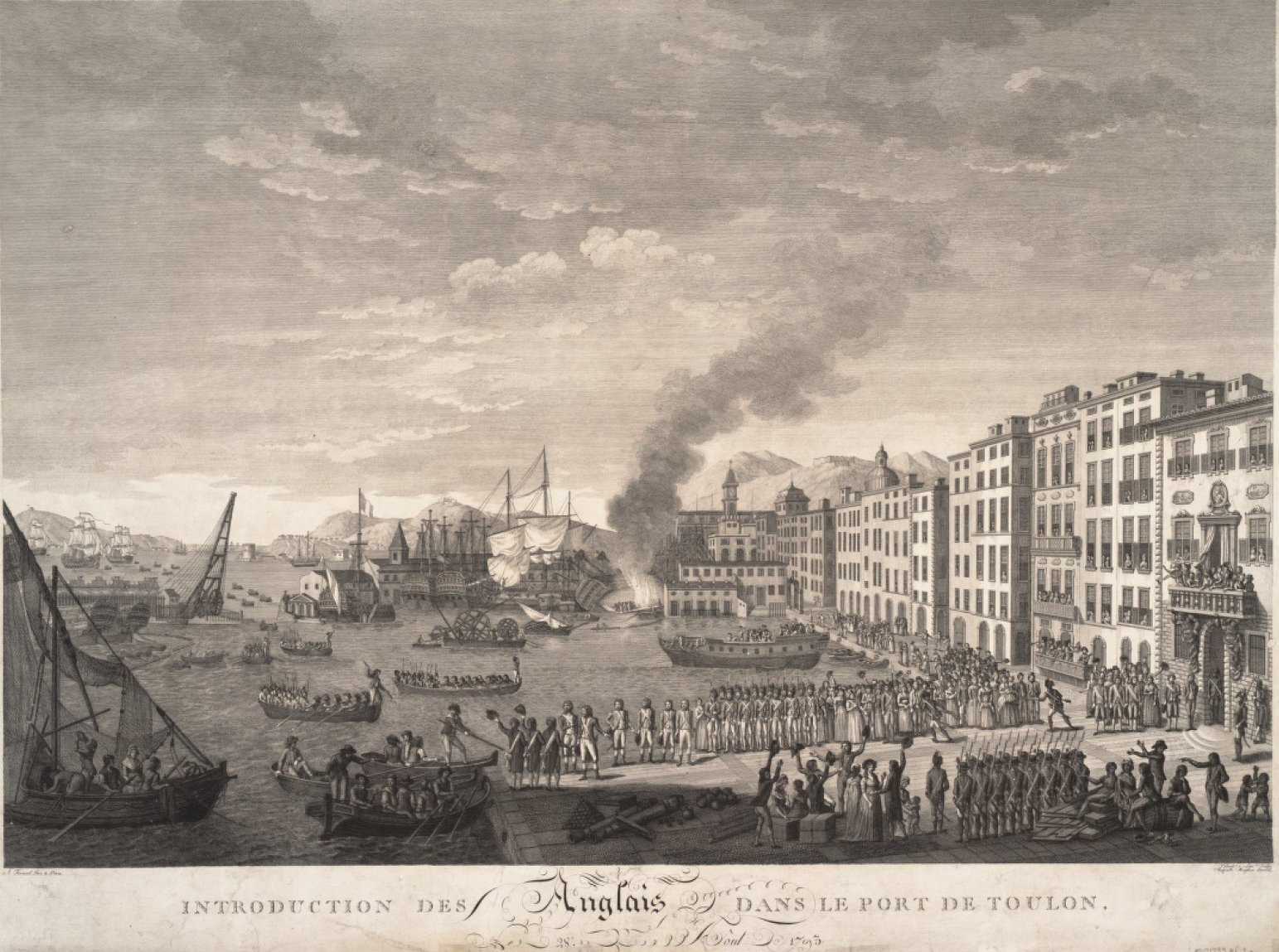
Anonyme, Le siège de Toulon, auquel Granet assiste en 1793.

Le commandant de la troupe dans laquelle se trouve le jeune homme tient en haute estime les talents de Granet et le recommande au général Dutheil qui le présente à Napoléon, alors jeune officier. À l'issue du siège de Toulon, la ville est prise et Granet retourne à Aix où il trouve sa famille dans la misère. Il reprend donc la direction de Toulon pour y vendre des tableaux de navires.
En 1796, Granet s’installe à Paris où, sur la recommandation d'Auguste de Forbin, il devient l’élève de Jacques-Louis David et gagne sa vie en faisant des peintures murales. Vivant en compagnie des peintres Anne-Louis Girodet et Dominique Ingres dans le couvent désaffecté des Capucins, il réalise du cloître des modèles qui resteront sa spécialité. Cette attirance pour les cloîtres lui vaut le surnom de « moine ». Granet n'hésite en effet pas à se présenter comme un peintre chrétien, même si l'historiographie moderne d'entre les deux guerres, qui en fait un peintre franciscain, exagère sans doute quelque peu la réalité des choses.

### Séjour à Rome (1802-1824)
En 1802, il se rend à Rome où il dessine les monuments anciens et peint des scènes de la vie des artistes. Il se fait connaître aussi pour ses intérieurs d’églises et de couvents, dans un style hollandais très sombre, à l’opposé de sa formation néoclassique. Il reçoit une médaille d'or au Salon de 1808. En 1809, il pose pour son ami Dominique Ingres sur le toit de son studio à la villa Médicis. Plusieurs de ses tableaux ont été reproduits en lithographie au XIXe siècle.

### Entre Versailles et Paris (1824-1847)
Après son retour en France en 1824, il devient conservateur au musée du Louvre sur le poste de Charles Paul Landon à la mort de celui-ci en 1826, grâce à l'intervention de son ami Auguste de Forbin, directeur des musées royaux. Il effectue un dernier séjour à Rome en 1829-1830.
Il rentre définitivement d'Italie en 1830 et retrouve sa bastide de Malvalat au lieu dit Les Granettes, ancienne route de Berre, à Aix en Provence. En Juillet il encourage le peintre de paysages Paul Huet et lui conseille de descendre dans le midi. Ce qu'il fait son carnet d'aquarelles sous le bras.
Louis-Philippe Ier, roi des Français et l'un de ses collectionneurs, fait alors appel à lui pour un poste de conservateur au château de Versailles en 1833, dans la perspective de créer un musée d'histoire à la gloire de la France, musée qui sera inauguré en juin 1837 (galerie des Batailles). Partageant sa vie essentiellement entre Paris et Versailles, Granet s'attelle à cette tâche, et dirige la mise en œuvre des collections, restaurations, l'agencement des salles. Il reçoit, également, plusieurs commandes destinées aux salles des Croisades. Il cessera cette activité lors de la Révolution de 1848.
Durant cette période, Granet peint d'exceptionnelles aquarelles en marge de sa peinture officielle. Ayant rencontré Nena di Pietro, dès 1802 semble-t-il, à Rome, il n'épouse l'amour de sa vie qu'en 1843 lorsqu'elle devient veuve. Après la mort de Nena, survenue en janvier 1847, il effectue un séjour au château d'Audour, près de Mâcon, chez la fille de son ami Auguste de Forbin, disparu en 1841. C'est là qu'il rédige ses mémoires.

### Les dernières années (1848-1849) et postérité
Il se retire aux Granettes, à Aix, avant la Révolution de 1848. À sa mort en 1849, le contenu de son atelier, ses dessins ainsi que ses collections d’art hollandais et italien du XVIIe siècle sont légués à la ville d’Aix et constituent un fonds essentiel du musée d'Aix qui existait depuis 1825. Ce musée sera renommé en son honneur musée Granet en 1949, à l'occasion du centenaire de sa mort.
François Marius Granet est nommé chevalier de l'ordre de Saint-Michel et chevalier de la Légion d'honneur.

## Œuvres dans les collections publiques
- La Récolte des citrouilles à la Bastide de Malvalat (1796), huile sur toile, 75 × 99 cm, Aix-en-Provence, musée Granet [12]
- Moine sonnant à la porte du peintre Chauvin (1801), huile sur toile, 30 × 22 cm, Dijon, musée Magnin[J 1]
- La Reine Blanche de Castille délivrant les prisonniers (1801), huile sur toile, 95 × 128 cm, Paris, Petit Palais[13]
- La Villa d'Este (1802-1824), huile sur toile, 45 × 32 cm, Grasse, musée d'art et d'histoire de Provence[J 2]
- Vue Intérieure du Colisée à Rome (1804), huile sur toile, 125 × 160 cm, Paris, musée du Louvre[J 3]
- Vue dans les écuries de la Villa de Maecenas, Tivoli (1805-1810), huile sur papier, marouflée sur toile, 27 × 22 cm, New York, Metropolitan Museum of Art[14]
- Henri IV égaré entre dans une forge et reçoit à boire du forgeron (1806), huile sur toile, 48 × 38 cm, Château de Pau[J 4]
- La Trinité-des-Monts et la Villa Médicis, à Rome (1808), huile sur toile, 48 × 61 cm, Paris, musée du Louvre[J 5]
- Stella en prison (1810), huile sur toile, Musée Pouchkine, Moscou[15]
- Le Pont San Rocco et sa cascade, Tivoli (1810-1820), huile sur toile, 38 × 28 cm, New York, Metropolitan Museum of Art[16]
- Vue intérieure de l'église du couvent de San Benedetto, près Subiaco, huile sur toile, 1810, Salon de 1819, musée d'Art et d'Histoire de Dreux, dépôt du FNAC (inv. D952.005.001) (Voir sur Wikidata)
- Le Chœur de l’église des capucins à Rome
  - (1814-1815), huile sur toile, 197 × 148 cm, New York, Metropolitan Museum of Art[17]. Il en existe plusieurs répliques.
  - Intérieur du chœur de l'église des capucins de Piarza (réplique de l'auteur après 1818), huile sur toile, 186 × 147 cm, Saint-Pétersbourg, musée de l'Ermitage[18]. Donné par l'artiste au tsar Alexandre Ier en 1821[19].
  - Chœur de la chapelle des Capucins place de Barberini à Rome, huile sur toile, 66 × 50 cm, musée de Grenoble[J 6]
- Le Peintre Sodoma porté à l'hôpital (1815), huile sur toile, 75 × 100 cm, Paris, musée du Louvre[J 7]
- Montaigne rend visite au Tasse (1820), 99 × 74 cm, Montpellier, musée Fabre [20]
- Intérieur de la basilique basse de Saint-François à Assise (1823), huile sur toile, 199 × 274 cm, musée du Louvre, Paris[J 8]
- Le Jeune Dessinateur (1823), huile sur bois, 30 × 23 cm, Dijon, musée Magnin[J 9]
- Prise d'habit d'une jeune fille d'Albano dans le chœur du couvent sainte-Claire à Rome (vers 1824), huile sur toile, 199 × 151 cm, Paris, musée du Louvre[J 10]
- Autoportrait de Granet âgé à la palette (1826-1849), huile sur toile, 88 × 56 cm, Château de Versailles[21].
- Un Moine dans une salle voûtée (1828), huile, 33 × 25 cm, Paris, Petit Palais[22]
- La Religieuse malade (vers 1830), huile sur toile, Paris, Petit Palais[23]
- Rachat de prisonniers dans les prisons d'Alger (1831), huile sur toile, 151 × 200 cm, Paris, musée du Louvre[J 11]
- Assemblée d'un chapitre de moines, 1833, huile sur toile, 97 × 134 cm[24]
- Veillée mortuaire d'un cardinal, 1838, huile sur toile, 73,4 x 60 cm, musée des Beaux-Arts d'Orléans[25]
- Quai de la Seine avec chaland, effet de brume (1843), aquarelle, 180 × 290 cm, Paris, musée du Louvre[J 12]

Dates non documentées
- Paysage romain, huile sur toile, 70 × 48 cm, Ajaccio, musée Fesch[26]
- La Montagne Sainte-Victoire vue d'une cour de ferme au Malvalat, huile sur toile, 33 × 41 cm, Aix-en-Provence, musée Granet[27]
- L'Entrée du cloître des Capucins à Rome, huile sur toile, 40 × 32 cm, Montauban, Musée Ingres[J 13]
- Paysage , huile sur toile, 27 × 31 cm, Musée des beaux-arts de Reims[J 14]
- 'Audience du cardinal Aldobrandini dans la loggia de la Villa Belvedere à Frascati, huile sur toile, 37 × 47 cm, Stockholm, Nationalmuseum[28]
- Moines dans une cave, huile sur toile, 74 × 100 cm[29]

Peintures à l'huile
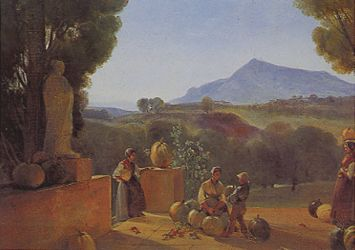
La Récolte des citrouilles à la bastide de Malvalat (1796), Aix-en-Provence, musée Granet.
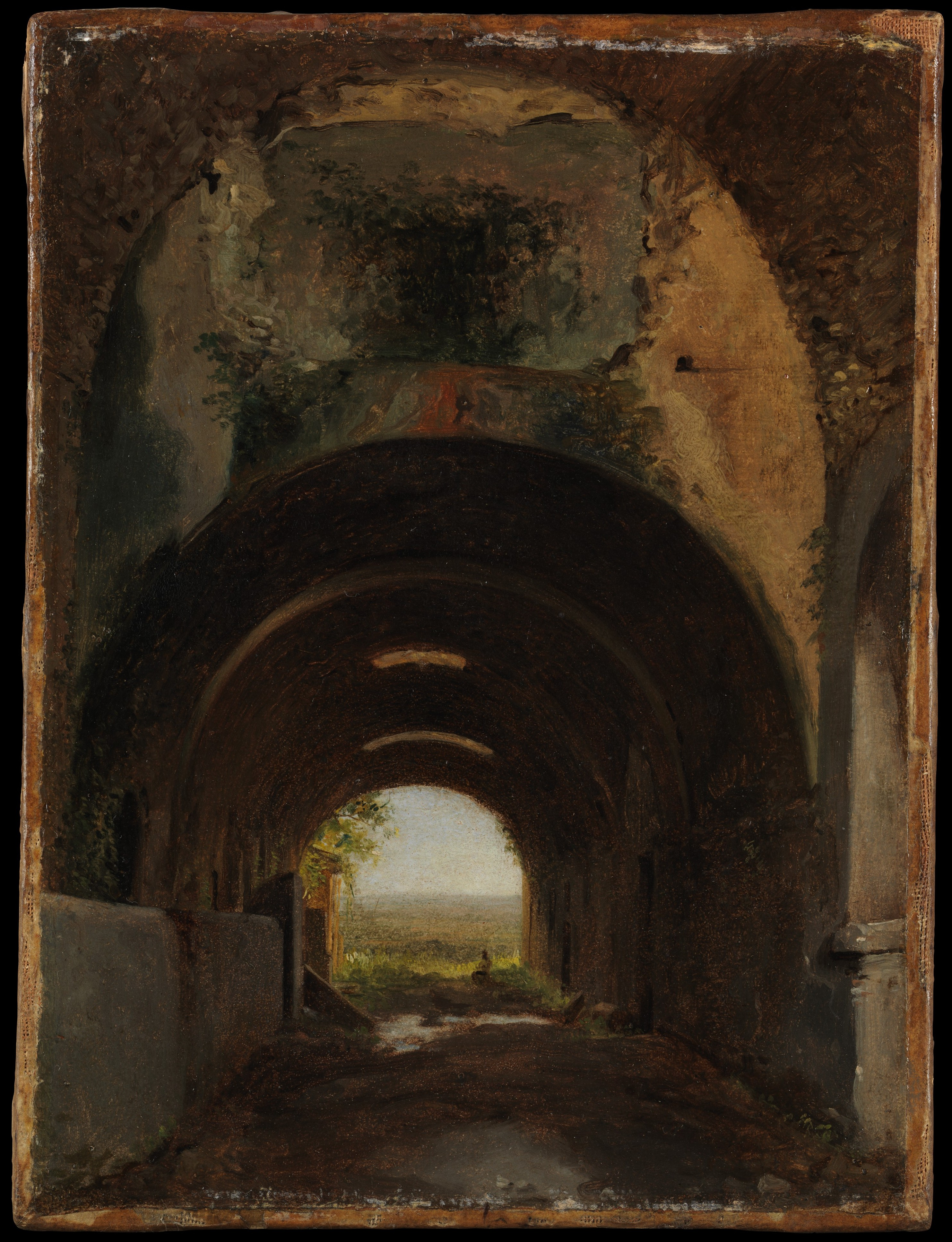
Vue des étables de la villa Maecenas, Tivoli (1805-1810) Metropolitan Museum of Art
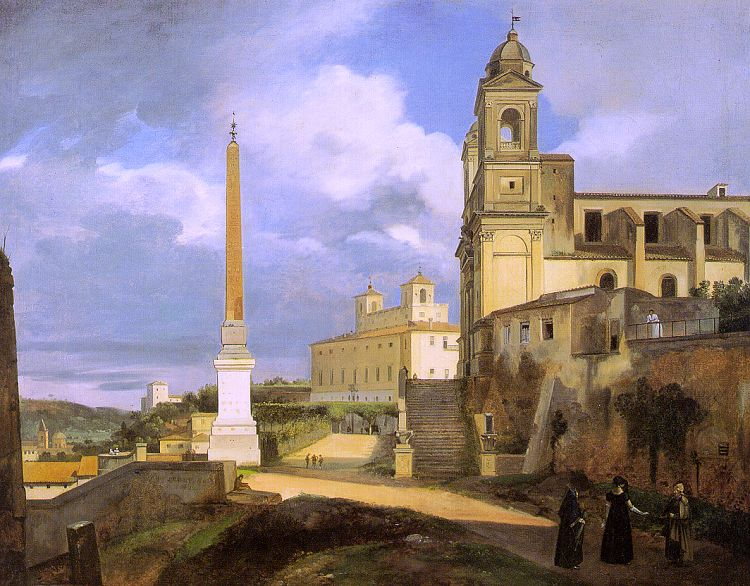
La Trinité-des-Monts et la Villa Médicis, à Rome (1808), Paris, musée du Louvre
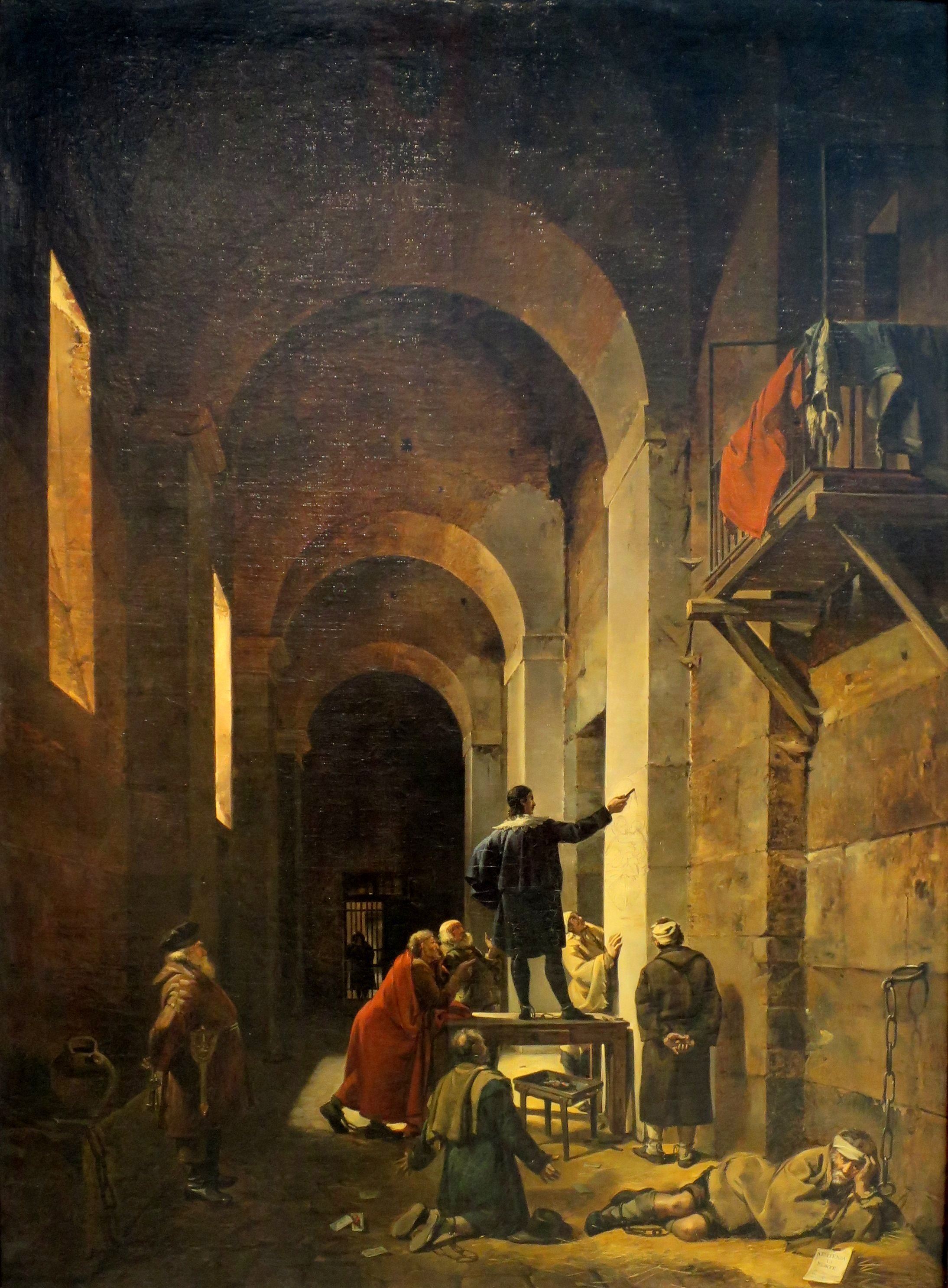
Stella en prison (1810), Musée Pouchkine, Moscou
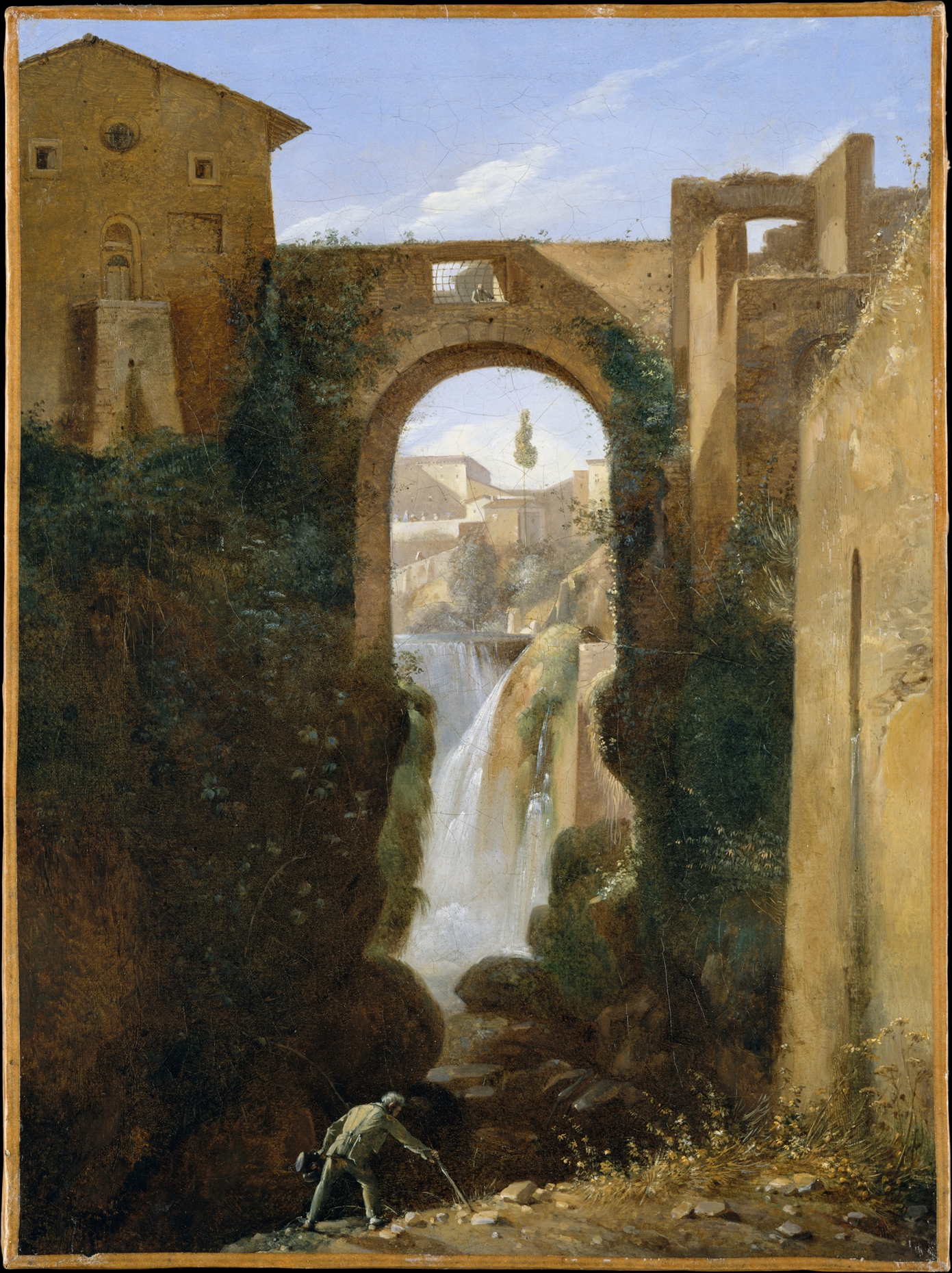
Le Pont San Rocco et sa cascade, Tivoli (1810-1820),  Metropolitan Museum of Art
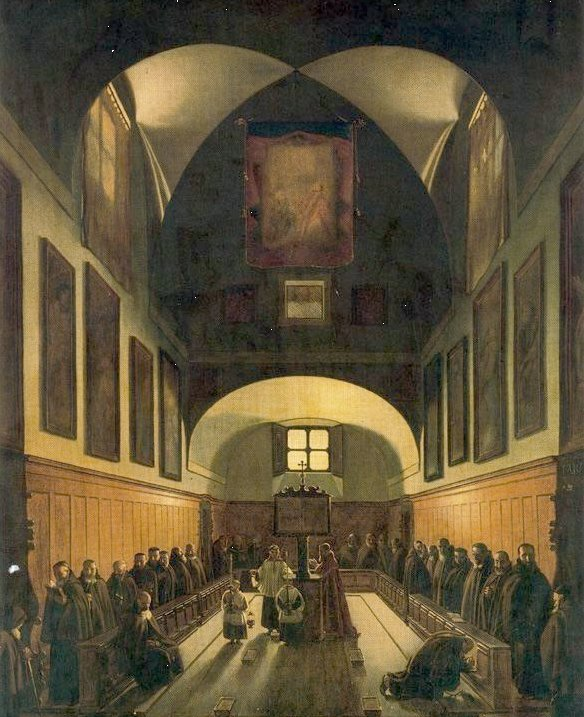
Le Chœur de la Chapelle des capucins à Rome (1808), Musée de Grenoble
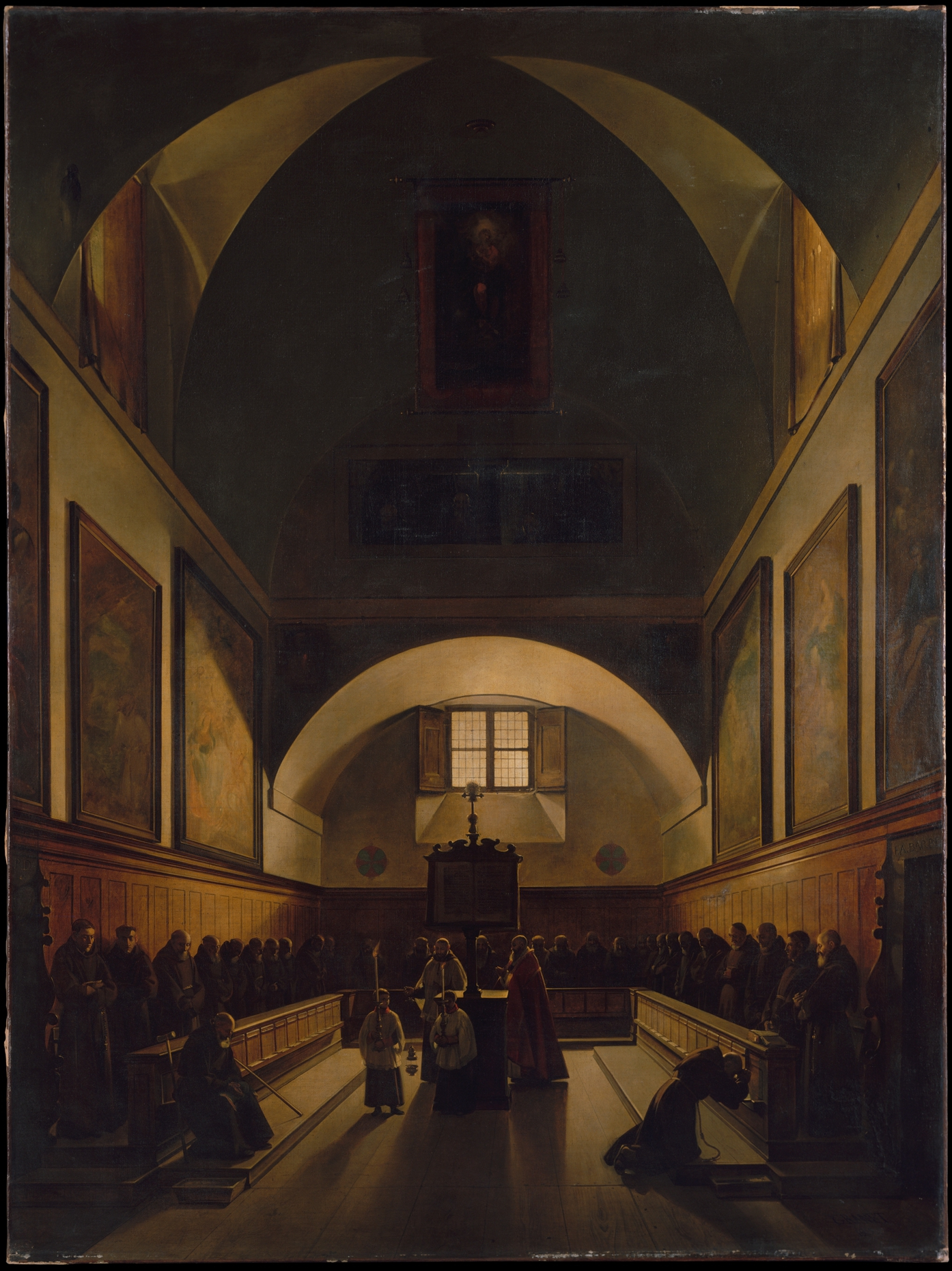
Le Chœur de l’église des capucins à Rome (1814-1815), Metropolitan Museum of Art
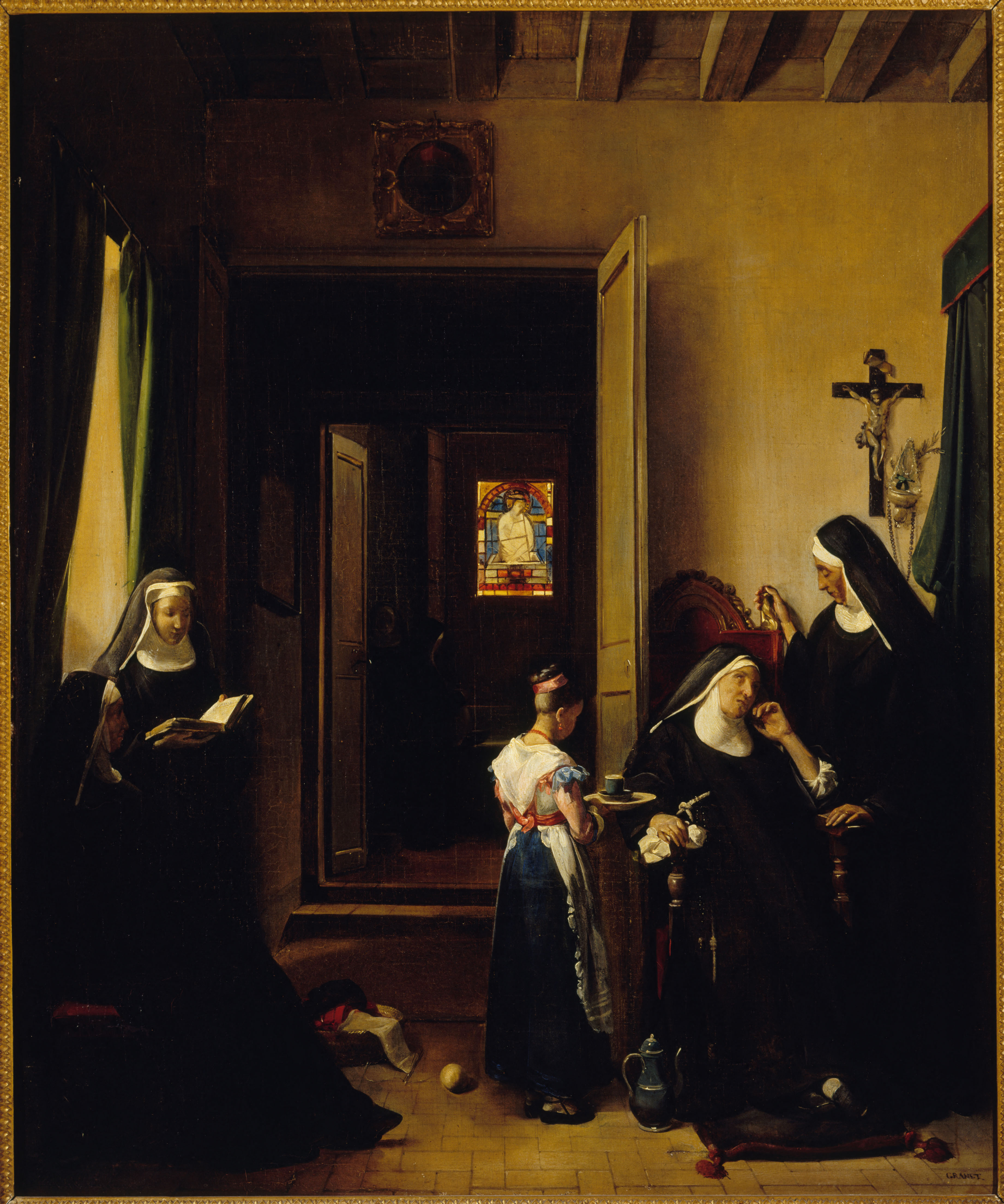
La Religieuse malade (vers 1830), Paris, Petit Palais
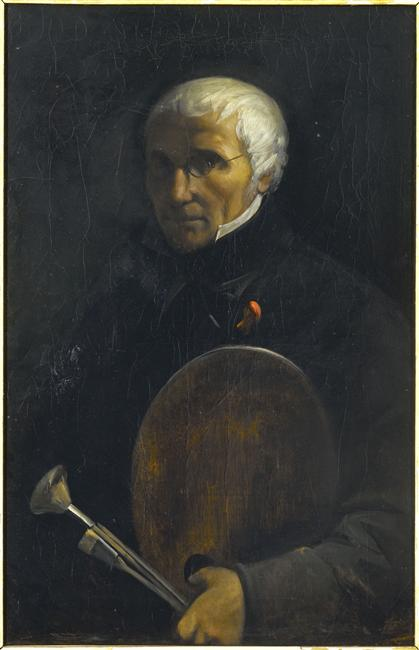
Autoportrait de Granet âgé à la palette (1826-1849), Château de Versailles.

Dessins et aquarelles
- L'Église de la Trinité du Mont et la Villa Médicis, Rome (vers 1808), lavis brun, 41 × 60 cm, Metropolitan Museum, New York[30]
- Vue de Naples prise du palais de la reine Jeanne, aquarelle, 12 × 17 cm , Gray (Haute-Saône), musée Baron-Martin
- Vue de Pouzzoles, près de Naples, aquarelle, 12 × 17 cm, Gray (Haute-Saône), musée Baron-Martin
- Moines sur l'escalier de la villa de Mécènes, encre et lavis, Chicago, Art Institute of Chicago [31]
- Scène d'inquisition, Mine de plomb, plume et encre brune, lavis brun et encre de Chine, 19 × 23,5 cm[32]. Beaux-Arts de Paris[33] Condamnation d'un hérétique par le tribunal de l'Inquisition.  L’atmosphère gothique et les effets de clair-obscur confèrent à l'ensemble une théâtralité grandiloquente. L'effet spectaculaire repose sur la technique de larges aplats de lavis brun et d'encre de Chine plus ou moins dense et de réserves de papier, les visages masqués ou sommairement indiqués ne traduisant aucune émotion.
- Réception de Jacques de Molay dans l'ordre du Temple, graphite, plume, encre brune, lavis brun et aquarelle, 25,9 × 42,1 cm[34]. Paris, Beaux-Arts[35]. Etude préparatoire d'une peinture de 1843 pour les salles des Croisades à Versailles, aujourd'hui conservée au Musée Calvet à Avignon, ce dessin comporte une dédicace à son ami Pierre Delorme.

Œuvres attribuées à Granet
- Un Couvent, Montauban, musée Ingres[J 15] ;
- Vue des toits de Rome, Montauban, musée Ingres[J 16]
- Effets de lumière dans les ruines, Paris, Petit Palais

En France
- Aix-en-Provence, musée Granet :

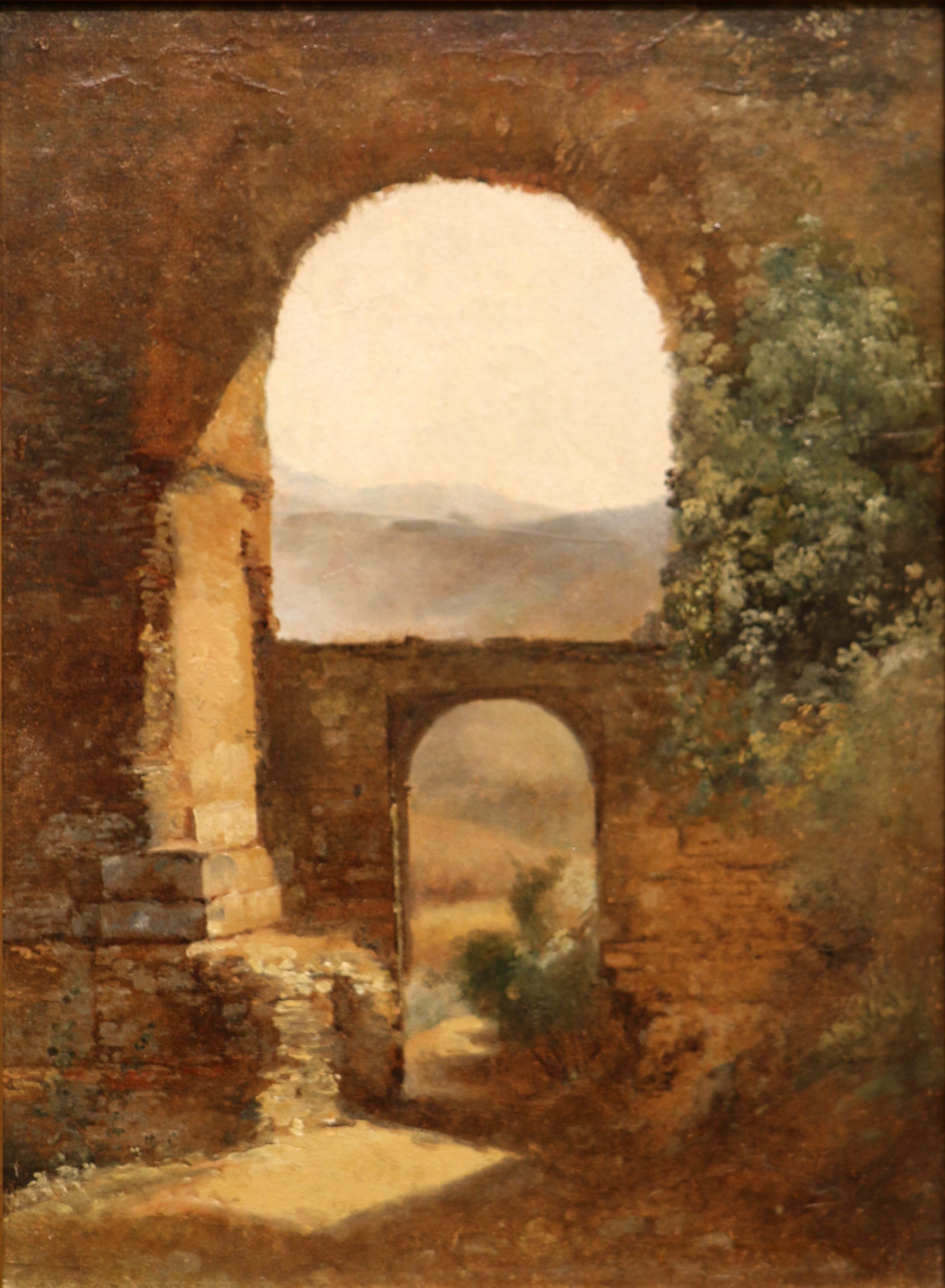
L'Arc de Volta Toretta près de Tivoli, Aix-en-Provence, musée Granet.

  - Vue de l'église inférieure Saint-François à Assise ;
  - Vue d'une galerie orientale du couvent Saint-François à Assise ;
  - Chrétiens recueillant le corps d'un martyr ;
  - Voûte souterraine à Rome ;
  - Mendiants dans une grotte ;
  - L'Arc de Volta Toretta près de Tivoli ;
  - Vue de l'église Sainte-Françoise-Romaine et de la basilique de Constance ;
  - Les Thermes de Dioclétien ;
  - Vieillard méditant sur une tête de mort ;
  - Un Quart d'heure avant l'office ;
  - Capucins rédigeant un écrit ;
  - La Mort de Poussin ;
  - Le Sommeil ;
  - Nostradamus donnant des consultations ;
  - Intérieur d'une salle d'asile ;
  - Une messe sous la Terreur (1847)[36]
- Besançon, musée des Beaux-Arts et d'Archéologie
- . Moine peignant  (1847)
- Dijon, musée Magnin :
  - Léontine peignant dans l'atelier de Granet

- Grasse, musée d'art et d'histoire de Provence :

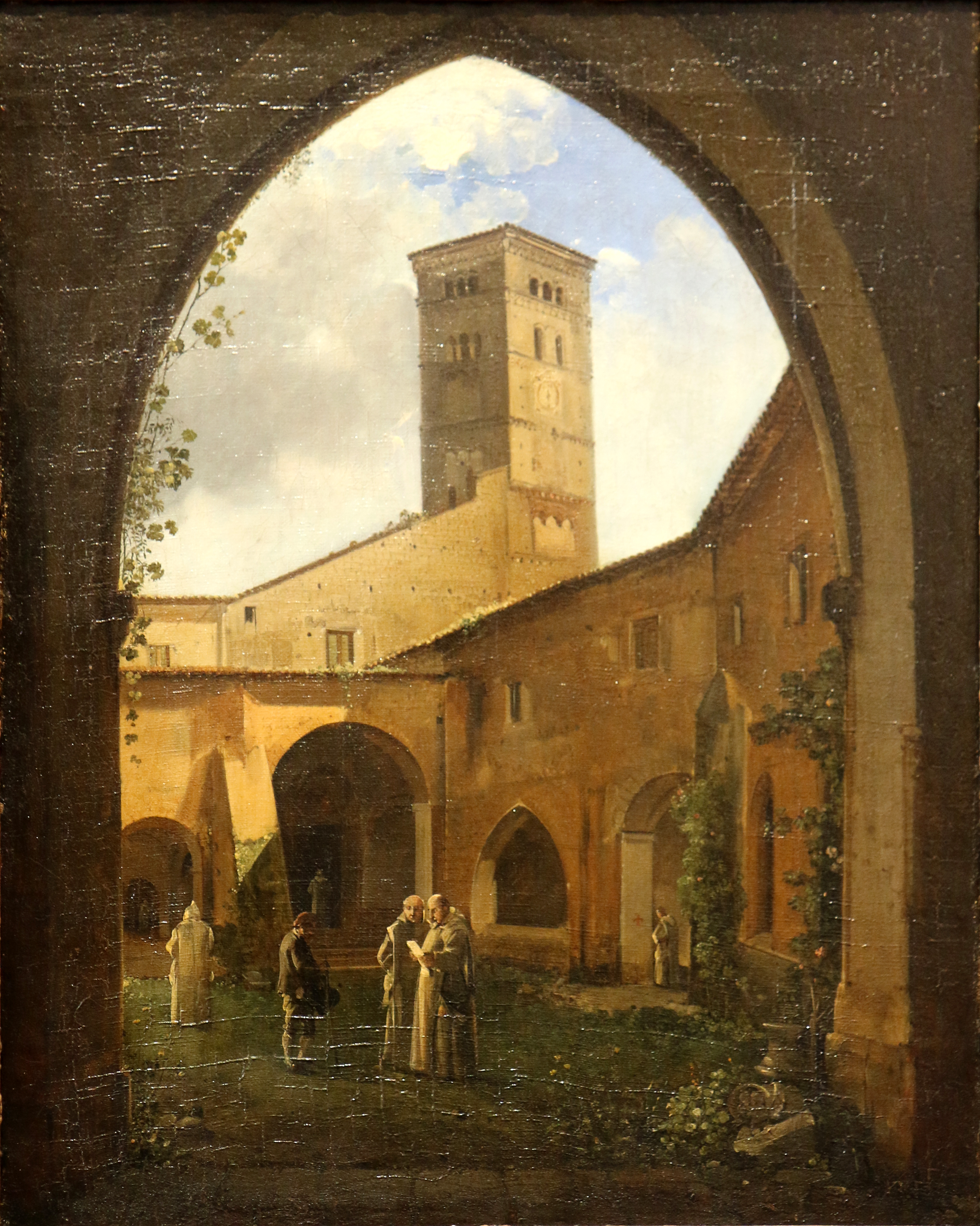
Vue d'un cloître des chartreux avec campanile, Grasse, musée d'art et d'histoire de Provence.

  - Vue d'un cloître de chartreux avec campanile ;
  - Galerie d'un cloître au soleil couchant ;
  - La Montagne Sainte-Victoire vue du jardin d'un monastère ;
  - Poète méditant sous une tonnelle près de Naples ;
  - Moine en robe blanche ;
  - Moine assis lisant un antiphonaire ;
  - Scène dans un couvent des pères trinitaires au XVIe siècle ;
  - Intérieur d'église ; Deux Moines en prière devant un oratoire rupestre ;
  - Moine lisant devant un grand crucifix.
- Lyon, musée des beaux-arts :
  - Intérieur d'église
  - Interrogatoire de Savonarole, 1846, huile sur toile, 99 × 125 cm

- Toulon, musée d'art : 

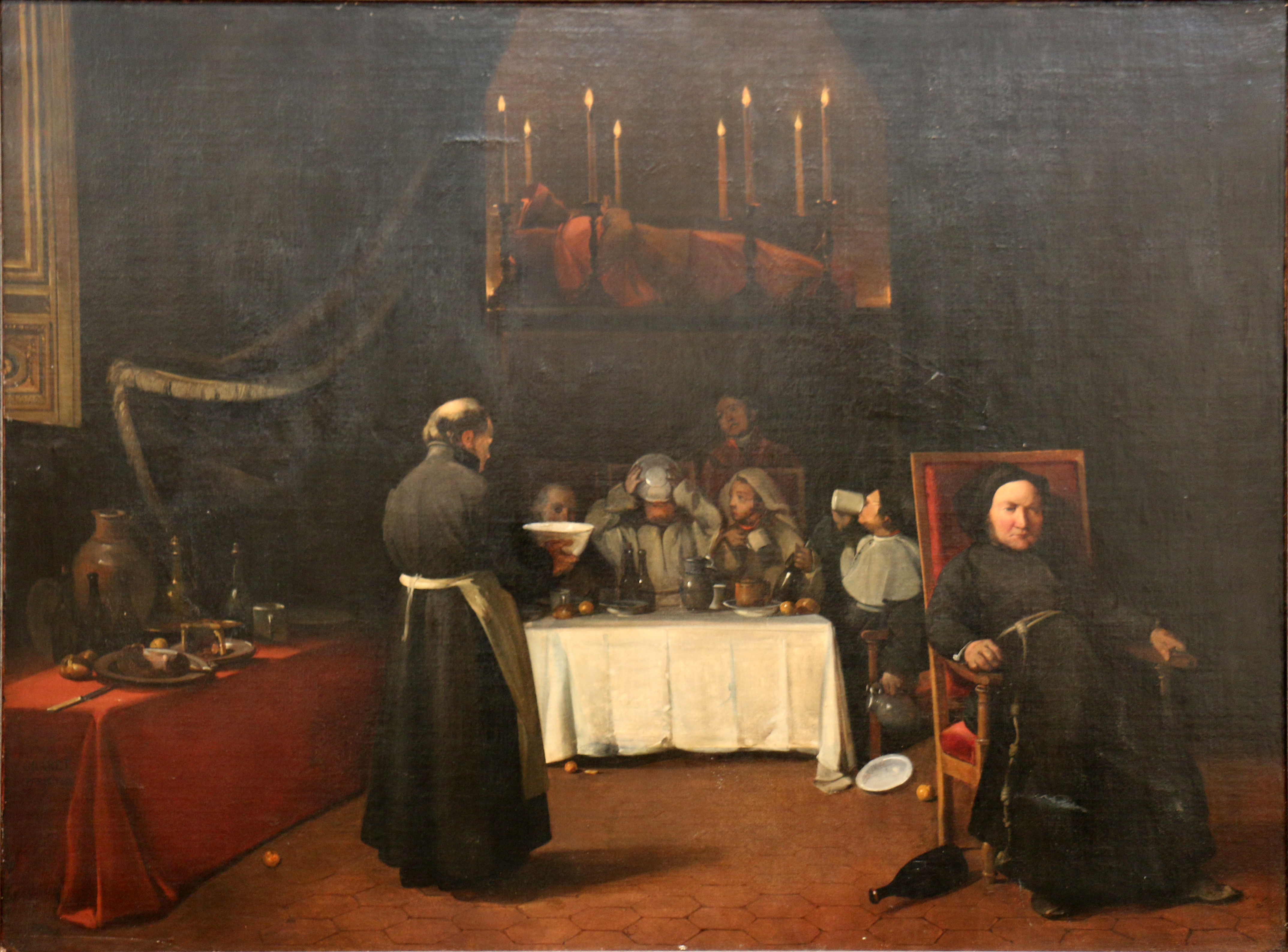
Veillée funèbre (1838), musée d'art de Toulon.

  - Veillée funèbre, 1838, huile sur toile, 98 × 130 cm.

En Italie
- Florence, Villa Demidoff : Mort de Poussin, 1834.
- Rome, Museo Francescano dei fratti minore Cappuccini - Istituto Storico dei Fratti Cappuccini: Coro dei cappuccini in via Veneto in Roma" - Choeur (de l'église) des capucins via Veneto à Rome.

Un autoportrait du peintre est adjugé 140 000 € à Rouen le 22 avril 2018.

Dessins
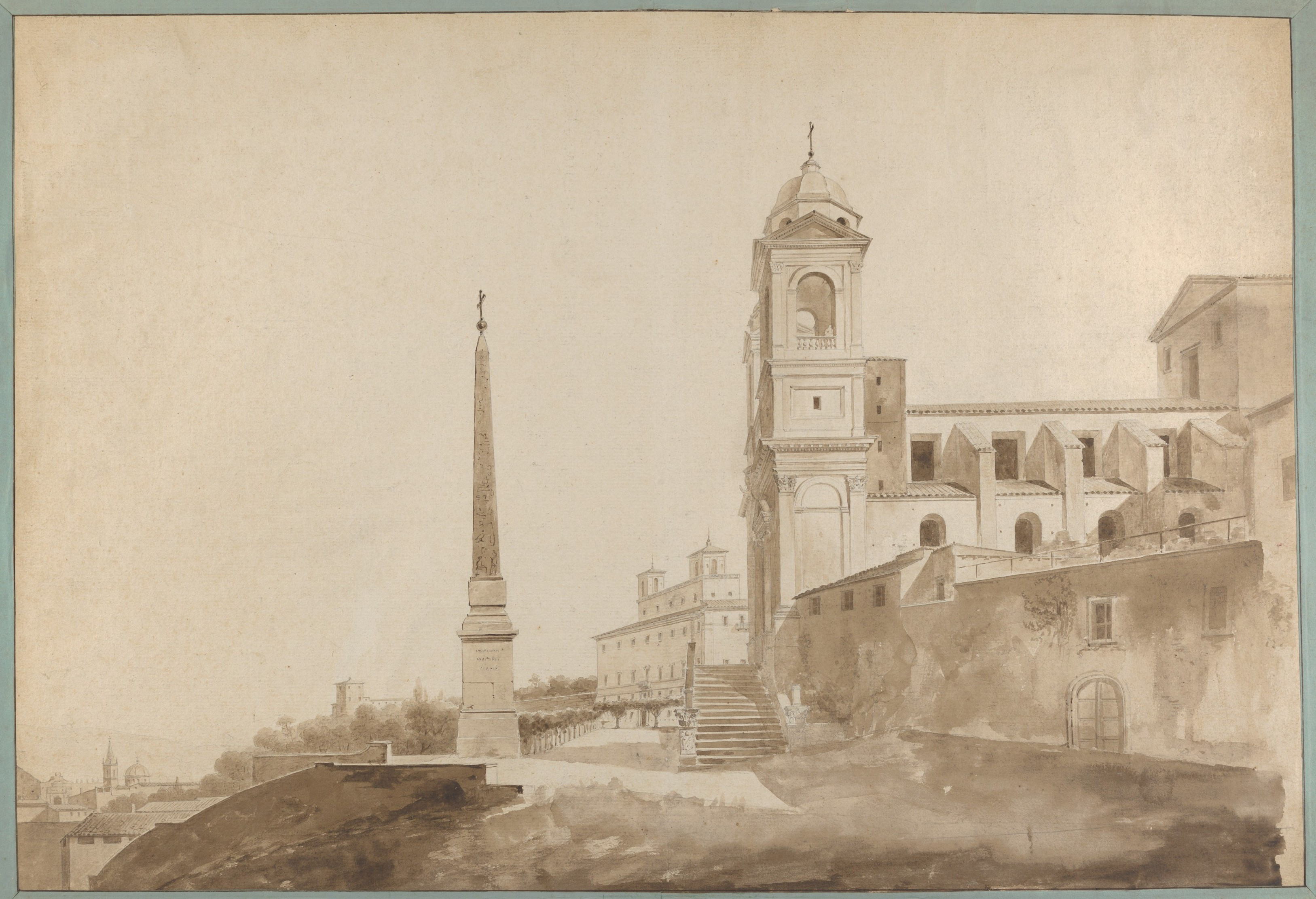
L’église de la Trinité et la villa Médicis, Rome
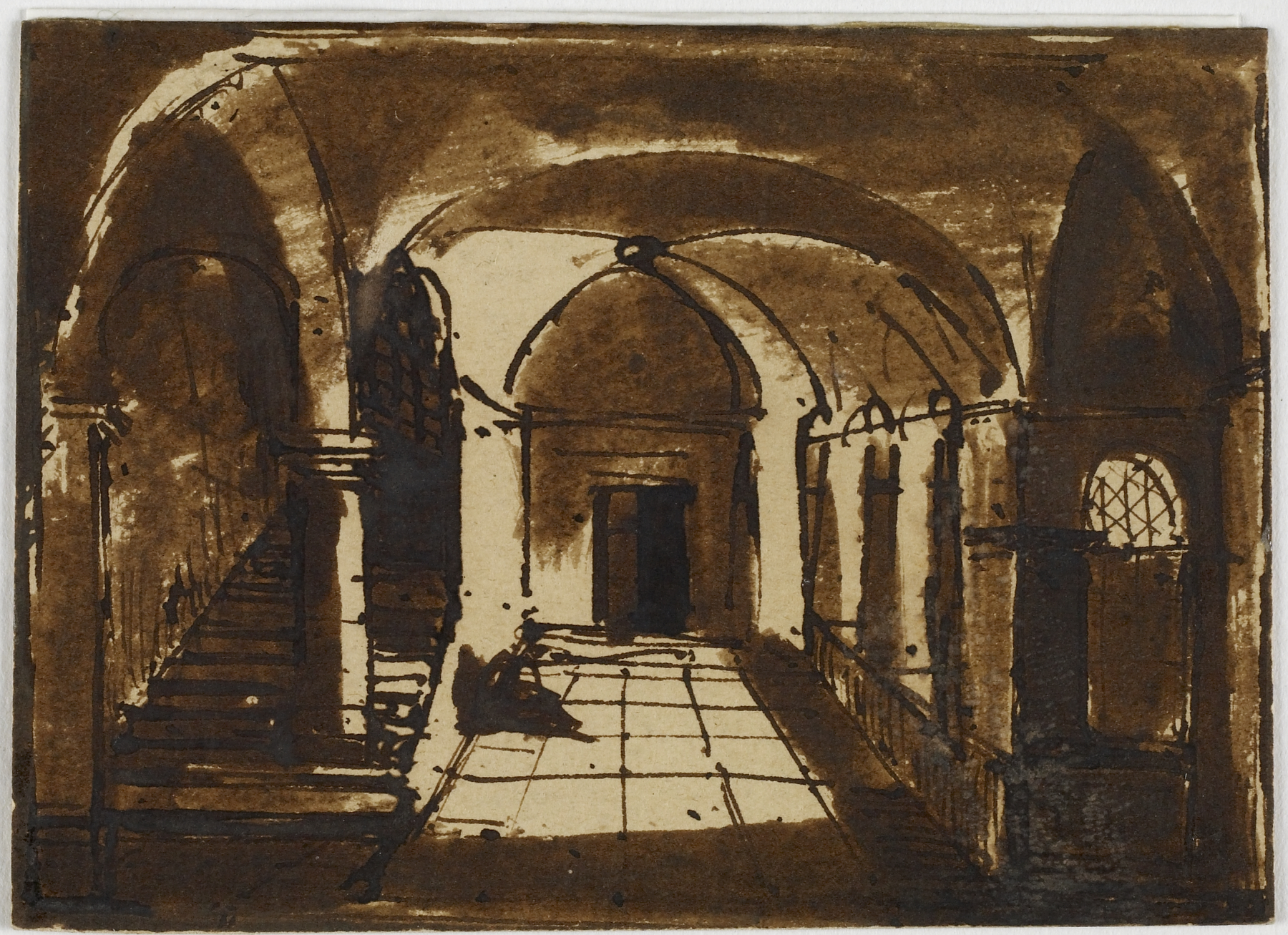
Vue d'un cloître, Baltimore, Walters Art Museum.

## Expositions
- Plossu–Granet : Italia Discreta, Musée Granet, Aix-en-Provence, du 29 avril 2022 au 28 août 2022[38],[39]

### Base Joconde du ministère de la Culture
1. ↑  « Moine sonnant à la porte du peintre Chauvin », notice no 50110000755, sur la plateforme ouverte du patrimoine, base Joconde, ministère français de la Culture
2. ↑  « La Villa d'Este », notice no 08740020841, sur la plateforme ouverte du patrimoine, base Joconde, ministère français de la Culture
3. ↑  « Vue Intérieure du Colisée à Rome », notice no 000PE001343, sur la plateforme ouverte du patrimoine, base Joconde, ministère français de la Culture
4. ↑  « Henri IV », sur Base Joconde (consulté le 18 mars 2021)
5. ↑  « La Trinité-des-Monts et la Villa Médicis, à Rome », notice no 000PE030076, sur la plateforme ouverte du patrimoine, base Joconde, ministère français de la Culture
6. ↑  « Chœur de la chapelle des Capucins place de Barberini à Rome », notice no 09940004104, sur la plateforme ouverte du patrimoine, base Joconde, ministère français de la Culture
7. ↑  « Le Peintre Sodoma porté à l'hôpital », notice no 000PE001344, sur la plateforme ouverte du patrimoine, base Joconde, ministère français de la Culture
8. ↑  « Intérieur de la basilique basse de Saint-François à Assise », notice no 000PE001341, sur la plateforme ouverte du patrimoine, base Joconde, ministère français de la Culture
9. ↑  « Le Jeune Dessinateur », notice no 50110000752, sur la plateforme ouverte du patrimoine, base Joconde, ministère français de la Culture
10. ↑  « Prise d'habit d'une jeune fille d'Albano dans le chœur du couvent sainte-Claire à Rome », notice no 000PE001342, sur la plateforme ouverte du patrimoine, base Joconde, ministère français de la Culture
11. ↑  « Rachat de prisonniers dans les prisons d'Alger », notice no 000PE001340, sur la plateforme ouverte du patrimoine, base Joconde, ministère français de la Culture
12. ↑  « Quai de la Seine », sur Base Joconde (consulté le 18 mars 2021)
13. ↑  « L'Entrée du cloître des Capucins à Rome », notice no 06070001421, sur la plateforme ouverte du patrimoine, base Joconde, ministère français de la Culture
14. ↑  « Paysage », notice no 03110005091, sur la plateforme ouverte du patrimoine, base Joconde, ministère français de la Culture
15. ↑  « Un Couvent », notice no 06070001422, sur la plateforme ouverte du patrimoine, base Joconde, ministère français de la Culture.
16. ↑  « Vue des toits de Rome », notice no 06070001423, sur la plateforme ouverte du patrimoine, base Joconde, ministère français de la Culture.

### Autres références
1. ↑  Séranon 1862, p. 138.
2. 1 2 3  Séranon 1862, p. 142.
3. ↑  P. Silbert, Notice historique sur la vie et l'œuvre de Granet, 1861, notice lue à l'occasion de l'inauguration du musée Granet.
4. ↑  P. Silbert, Notice historique sur la vie et l'œuvre de Granet, cité in Séranon 1862, p. 142.
5. 1 2  «  François Marius Granet », larousse.fr.
6. ↑  André Vauchez (dir.), Mouvements franciscains et société française: XIIe – XXe siècles, CNRS, Paris, 1984, p. 161.
7. ↑  Il sera très lié notamment avec Boguet.
8. ↑  Il réalisera notamment pendant cette période Intérieur de l'église souterraine de San Martino in Monte à Rome (1802, musée de Montpellier), Vue intérieure du Colisée à Rome (1806, Paris, musée du Louvre), Chœur de l'église des Capucins à Rome (1815, New York, Metropolitan Museum).
9. 1 2 3  Dictionnaire des artistes de l'école française, au XIXe siècle, Charles Gabet, 1831.
10. ↑  André Alauzen di Genova, La Merveilleuse Provence des peintres, Aubéron, NEF, 1999, 287 p. (ISBN 2-908650-85-1), p. 90.
11. ↑  Alauzen di Genova 1999, p. 25.
12. ↑  Reproduction sur artistesprovencaux.free.fr.
13. ↑  La Reine Blanche de Castille délivrant les prisonniers
14. ↑  (en) « Villa Maecenas », sur Metropolitan Museum (consulté le 20 mars 2021)
15. ↑  (en) « Stella en prison », sur Musée Pouchkine (consulté le 19 mars 2021)
16. ↑  (en) « Pont San Rocco », sur Metropolitan Museum (consulté le 20 mars 2021)
17. ↑  « Eglise des capucins », sur Metropolitan Museum (consulté le 20 mars 2021)
18. ↑  (en) « Chœur d'église », sur Musée de l'Ermitage (consulté le 19 décembre 2021)
19. ↑  Colin Eisler, La peinture au musée de l'Ermitage, Paris, La Martinière, 1996, 655 p. (ISBN 2-7324-2283-5), p. 401
20. ↑  « Montaigne », sur Musée Fabre (consulté le 19 mars 2021)
21. ↑  « Autoportrait âgé », sur Collection de Versailles (consulté le 20 mars 2021)
22. ↑  Un Moine dans une salle voûtée
23. ↑  La religieuse malade
24. ↑  Assemblée d'un chapitre de moines
25. ↑  Éric Moinet, Le Temps des passions. Collections romantiques des musées d'Orléans., Orléans, musée des Beaux-Arts, 1997 (ISBN 2-910173-07-0), n°241
26. ↑  Musée Fesch
27. ↑  « Cour de ferme », sur Musée Granet (consulté le 18 mars 2021)
28. ↑  Nationalmuseum
29. ↑  Moines dans une cave
30. ↑  (en) « Trinité des Monts, Dessin », sur Metropolitan Museum (consulté le 20 mars 2021)
31. ↑  Granet Moines.
32. ↑  « Scène d'inquisition, François-Marius Granet, sur Cat'zArts ».
33. ↑  Emmanuelle Brugerolles (dir.), Le dessin romantique, de Géricault à Victor Hugo, Carnets d’études 50, Beaux-arts de Paris les éditions, 2021, p 21-25, Cat. 1.
34. ↑  « Réception de Jacques de Molay dans l'ordre du Temple, F-M Granet », sur Cat' zArts.
35. ↑  Emmanuelle Brugerolles (dir.), Dessiner la lettre, écrire le dessin, Paris, Beaux-Arts de Paris éditions, octobre 2021, 248 p. (ISBN 978-2-84056-813-1), p. 54-59.
36. ↑  « François-Marius Granet, Une messe sous la Terreur », sur virgileseptembre.tumblr.com (consulté le 20 avril 2021).
37. ↑  Delphine Letainturier, « À Rouen dimanche 22 avril 2018 : estimée entre 200 et 300 €, la toile s’adjuge à 140 000 € ! », Paris Normandie,‎ 23 avril 2018 (lire en ligne, consulté le 23 avril 2018)
38. ↑  Présentation de l'exposition sur le site du musée
39. ↑  Musée Granet : Plossu–Granet : Italia Discreta, in L'Œil de la Photographie, 29 avril 2022